# 伊戈尔·科埃略·德奥利维拉
伊戈尔·科埃略·德奥利维拉（葡萄牙語：Ygor Coelho de Oliveira，1996年11月24日—），巴西男子羽毛球運動員。

## 簡歷
伊戈尔·科埃略·德奥利维拉出生於巴西里約熱內盧的貧民窟，12歲時受父親影響開始接觸羽毛球。2014年8月，伊戈尔代表巴西參加在中國南京舉行的夏季青年奧林匹克運動會羽毛球比賽，在此之後前往法國和丹麥，並在2016年里約奧運會後跟隨法國國家羽毛球隊一同訓練。在伊戈尔的世界排名提升至39位之後，巴西羽毛球協會為他專門聘請了一位丹麥籍教練，讓他的發揮更加穩定。
2015年10月，伊戈尔·科埃略·德奥利维拉出戰巴西羽毛球國際賽，贏得男子單打冠軍，創下個人在國際賽事的最佳成績。
2016年4月，伊戈尔·科埃略·德奥利维拉出戰秘魯羽毛球國際賽，在决赛中以2比0（21-11、21-11）横扫加拿大的马丁·朱弗雷，贏得男子單打冠軍。
2017年4月，伊戈尔·科埃略·德奥利维拉出戰秘魯羽毛球國際挑戰賽，在决赛中以2比0（21-12、23-21）击败了赛会2号种子、墨西哥的罗萨里奥·马达洛尼，成功地卫冕男单冠军。同期4月，他出戰泛美洲羽毛球錦標賽，在决赛中以2比1（12-21、21-16、21-10）力挫赛会4号种子、古巴的奥斯莱尼·格雷罗，首次赢得个人锦标赛的冠军。
2017年8月，伊戈尔參加蘇格蘭格拉斯哥舉行的世界羽毛球錦標賽，出戰男子單打項目。他在首圈以2-1擊敗挪威選手马吕斯·迈尔晉級，但在第二圈就以1比2（17-21、23-21、10-21）不敵4號種子、中國的石宇奇出局。
2018年3月，伊戈尔·科埃略·德奥利维拉出戰巴西羽毛球國際賽，在决赛中以2比0（21-18、21-14）擊敗的谢尔盖·塞朗奪冠。他在同年4月出戰泛美洲羽毛球錦標賽。在準决赛中以2比0（21-17、21-7）擊敗古巴老將奥斯莱尼·格雷罗。最終於决赛再以2比0（21-12、21-15）戰勝加拿大的詹森·安东尼·何舒，成功地卫冕男单冠军。
2018年8月，伊戈尔·科埃略·德奥利维拉在2018年世界羽毛球錦標賽男子單打首輪遭遇香港選手黃永棋，最終因對手受傷退賽而晉級，次輪再以1比2（8-21、21-16、21-15）戰勝印度的普蘭諾伊·H·S晉級16強。他在最後雖然以直落二（11-21、7-21）敗於台灣的周天成，但已寫下巴西選手在世錦賽的最佳成績。

## 主要比賽成績
只列出曾進入準決賽的國際賽事成績：
| 年份   | 賽事                         | 公開賽級別 | 項目     | 拍檔             | 成績   |
| ------ | ---------------------------- | ---------- | -------- | ---------------- | ------ |
| 2012年 | 泛美洲青年羽毛球錦標賽       | 其他       | 混合團體 | －               | 季軍   |
| 2013年 | 南方共同市場羽毛球國際系列賽 | 國際系列賽 | 男子雙打 | Aleksander Silva | 準決賽 |
| 2013年 | 泛美洲青年羽毛球錦標賽       | 其他       | 混合團體 | －               | 亞軍   |
| 2013年 | 泛美洲青年羽毛球錦標賽       | 其他       | 男子單打 | －               | 冠軍   |
| 2014年 | 南方共同市場羽毛球國際賽     | 國際系列賽 | 男子單打 | －               | 準決賽 |
| 2015年 | 秘魯羽毛球國際賽             | 國際挑戰賽 | 男子單打 | －               | 準決賽 |
| 2015年 | 智利羽毛球國際賽             | 國際系列賽 | 男子單打 | －               | 準決賽 |
| 2015年 | 智利羽毛球國際賽             | 國際系列賽 | 男子雙打 | 亚历克斯·汤      | 準決賽 |
| 2015年 | 聖多明哥羽毛球公開賽         | 國際系列賽 | 男子單打 | －               | 準決賽 |
| 2015年 | 危地馬拉羽毛球國際賽         | 國際挑戰賽 | 男子單打 | －               | 亞軍   |
| 2015年 | 巴西羽毛球國際賽             | 國際系列賽 | 男子單打 | －               | 冠軍   |
| 2016年 | 秘魯羽毛球國際賽             | 國際挑戰賽 | 男子單打 | －               | 冠軍   |
| 2016年 | 泛美洲羽毛球錦標賽           | 其他       | 混合團體 | －               | 亞軍   |
| 2016年 | 巴西羽毛球大獎賽             | 大獎賽     | 男子單打 | －               | 準決賽 |
| 2017年 | 泛美洲羽毛球錦標賽 (團體)    | 其他       | 混合團體 | －               | 亞軍   |
| 2017年 | 巴西羽毛球國際賽             | 國際挑戰賽 | 男子單打 | －               | 亞軍   |
| 2017年 | 波蘭羽毛球公開賽             | 國際挑戰賽 | 男子單打 | －               | 亞軍   |
| 2017年 | 奧爾良羽毛球國際挑戰賽       | 國際挑戰賽 | 男子單打 | －               | 準決賽 |
| 2017年 | 秘魯羽毛球國際挑戰賽         | 國際挑戰賽 | 男子單打 | －               | 冠軍   |
| 2017年 | 泛美洲羽毛球錦標賽           | 其他       | 男子單打 | －               | 冠軍   |
| 2018年 | 巴西羽毛球國際賽             | 國際挑戰賽 | 男子單打 | －               | 冠軍   |
| 2018年 | 泛美洲羽毛球錦標賽           | 其他       | 男子單打 | －               | 冠軍   |
| 2019年 | 波蘭羽毛球公開賽             | 國際挑戰賽 | 男子單打 | －               | 準決賽 |
| 2019年 | 巴西羽毛球國際挑戰賽         | 國際挑戰賽 | 男子單打 | －               | 準決賽 |
| 2019年 | 泛美運動會羽毛球比賽         | 其他       | 男子單打 | －               | 金牌   |
| 2019年 | 蘇格蘭羽毛球公開賽           | 國際挑戰賽 | 男子單打 | －               | 亞軍   |
| 2021年 | 秘魯羽毛球國際賽             | 國際系列賽 | 男子單打 | －               | 亞軍   |
| 2021年 | 西班牙羽毛球國際賽           | 國際挑戰賽 | 男子單打 | －               | 準決賽 |
| 2022年 | 泛美洲羽毛球男女子團體錦標賽 | 其他       | 男子團體 | －               | 亞軍   |
| 2022年 | 泛美洲羽毛球錦標賽           | 其他       | 男子單打 | －               | 季軍   |
| 2022年 | 秘魯羽毛球國際賽             | 國際挑戰賽 | 男子單打 | －               | 準決賽 |
| 2023年 | 泛美洲羽毛球混合團體錦標賽   | 其他       | 混合團體 | －               | 季軍   |
| 2023年 | 泛美洲羽毛球錦標賽           | 其他       | 男子單打 | －               | 季軍   |
| 2023年 | 巴西羽毛球國際系列賽         | 國際系列賽 | 男子單打 | －               | 亞軍   |
| 2023年 | 危地馬拉羽毛球國際挑戰賽     | 國際挑戰賽 | 男子單打 | －               | 冠軍   |
| 2023年 | 薩爾瓦多羽毛球國際賽         | 國際挑戰賽 | 男子單打 | －               | 亞軍   |
| 2023年 | 加拿大羽毛球國際挑戰賽       | 國際挑戰賽 | 男子單打 | －               | 準決賽 |
| 2024年 | 泛美洲羽毛球男女子團體錦標賽 | 其他       | 男子團體 | －               | 亞軍   |
| 2024年 | 泛美洲羽毛球錦標賽           | 其他       | 男子單打 | －               | 季軍   |
| 2025年 | 泛美洲羽毛球混合團體錦標賽   | 其他       | 混合團體 | －               | 季軍   |

| 2007-2017年 | 首要超級賽 | 超級賽 | 黃金大獎賽 | 大獎賽 | 國際挑戰賽 | 國際系列賽 | 未來系列賽 | 其他 |

| 2018-2026年 | 總決賽 | 超級1000賽 | 超級750賽 | 超級500賽 | 超級300賽 | 超級100賽 | 國際挑戰賽 | 國際系列賽 | 未來系列賽 | 其他 |

### 奧運會和世錦賽參賽紀錄
|          | 2016       | 2017 | 2018 | 2019 | 2020       | 2021 | 2022 | 2023 | 2024       |
| -------- | ---------- | ---- | ---- | ---- | ---------- | ---- | ---- | ---- | ---------- |
| 男子單打 | 小組第三名 | 32強 | 16強 | 64強 | 小組第二名 | 32強 | 64強 | 32強 | 小組第三名 |